# Anik–1
Anik–1 kanadai távközlési műhold, az első nemzeti kommunikációs (televízió, telefon) űreszköz a világon.

## Küldetés
1973-ban kereskedelmi adattovábbítást végzett. Ez a műhold tette lehetővé, hogy a CBC először eljusson az észak-kanadai területekre.

## Jellemzői
Gyártotta az amerikai Hughes Space and Communications Corporation (HSC), üzemeltette a Telesat kanadai kommunikációs vállalat.
Megnevezései: Anik–1;  Anik–A1 (Bratr);  Telecommunication Satellite (Telesat–1); COSPAR: 1972 - 090A. Kódszáma: 6278.
1972. november 10-én Floridából, a Cape Canaveral (KSC) Kennedy Űrközpontból, a LC–17B (LC–Launch Complex) jelű indítóállványról egy Delta 1914 (D-92) hordozórakétával juttatták magas Föld körüli pályára (HEO = High-Earth Orbit). Az orbitális egység pályája 1436,11 perces, 114 fokos hajlásszögű, geostacionárius pálya perigeuma 35 775 kilométer, az apogeuma 35 799 kilométer volt.
Rotációsan stabilizált műhold (több síkban vizsgálja a műhold pozícióját), a korrekciókat 4 giroszkóp összehangolt mozgása biztosította. Induló tömege 560, pályatömege 295 kilogramm, formája hengeres test, átmérője 1,9, magassága 3,54 méter, tervezett élettartama 7 év volt. 7000 telefonos (fax) átjátszáson kívül 12 C-sávú transzponderrel (analóg televíziós csatorna) működött. Kialakított pozíciójából kanada teljes területét lefedte. Az űreszköz felületét napelemek borították, éjszakai (földárnyék) energia ellátását ezüst-cink akkumulátorok biztosították. Parabola antennájának átmérője 1,5 méter. Gázfúvókái segítségével pályaelem módosításokra volt alkalmas.
1982. június 15-én kikapcsolták.